# Bayon
Bayon (kmersko: ប្រាសាទបាយ័ន, Prasat Bayoăn [praːsaːt baːjŏən]) je bogato okrašen kmerski tempelj, povezan z budizmom v Angkorju v Kambodži. Bayon, zgrajen v poznem 12. ali zgodnjem 13. stoletju kot državni tempelj kralja Džajavarmana VII. (kmersko ព្រះបាទជ័យវរ្ម័នទី ៧), stoji v središču prestolnice Angkor Thom (kmersko ធធធធអអ1).
Najbolj značilna značilnost Bayona je množica (4 na vsakem stolpu, ki kaže na 4 strani) spokojnih in nasmejanih kamnitih obrazov Brahme na številnih stolpih, ki štrlijo iz zgornje terase in se združujejo okoli njegovega osrednjega vrha. Glavni konservator, japonska vladna skupina za zaščito Angkorja (JSA), je tempelj opisal kot »najbolj osupljiv izraz baročnega sloga« kmerske arhitekture v nasprotju s klasičnim slogom Angkor Vata (kmersko ប្រាសាទ អង្គរវត្ត).

## Etimologija
Prvotno ime za Bayon je Džajagiri (kmersko ជ័យគីរី, Chey Kĭri) (ali »gora zmage« ali »gora Brahme«; Džaja - drugo ime za Brahmo in giri za goro), s podobnimi sanskrtskimi koreninami v Sigiriji (Levja skala).
Ime Bayon je dal Etienne Aymonier leta 1880. Po njegovem poročilu je bil Bayon latinska transliteracija tistega, kar je videl napisano v kmerščini kot Bayânt, za katero je domneval, da je večina popačena oblika pali Vejayant ali sanskrta Vaijayant, ime Indrove nebesne palače, katere Bayon naj bi bil zemeljski odsev. Prvi zlog Ba kot sanskritska predpona je bil podoben tistemu, ki ga najdemo v drugih krajih, kot je Ba Phnom, in bi lahko pomenil prisotnost zaščitnika ali branilca.

## Zgodovina

### Budistična simbolika v templju, ki ga je postavil kralj Jayavarman VII.
Bayon je bil zadnji državni tempelj, zgrajen v Angkorju (kmersko ក្រុងអង្គរ), in edini angkorski državni tempelj, ki je bil zgrajen predvsem za čaščenje budističnih božanstev, čeprav je bilo veliko število manjših in lokalnih božanstev vključenih tudi kot predstavniki različnih okrožij in mest kraljestva. Bayon (Džajagiri), ki je bil prvotno hindujski tempelj, je bil osrednji del obsežnega programa monumentalne gradnje in javnih del Džajavarmana VII., ki je bil odgovoren tudi za zidove in nāga-mostove Angkor Thoma in Gospodove templje Višnuja (kmersko ប្រាសាទព្រះខ័ន), Ta Prohm (kmersko ប្រាសាទតាព្រហ្ម) in Banteay kdei (kmersko ប្រាសាទបន្ទាយ ក្តី).
Podobnost 216 velikanskih obrazov na tempeljskih stolpih z drugimi kipi templja je številne učenjake pripeljala do zaključka, da so obrazi upodobitve samega Džajavarmana VII. Učenjaki so teoretizirali, da obrazi pripadajo bodhisatvi sočutja, imenovani Avalokitešvara ali Lokešvara. Toda domačini so še vedno trdno prepričani, da je bil tempelj zgrajen za lorda Brahmo in ne za Budo, in dajo dober razlog za svoje mnenje, da Buda ni imel treh oči, ampak da imajo kipi vklesane tri oči. Bog s tremi očmi je "Gospodar Šiva", ki je znan kot "Bog uničenja" eden izmed treh močnih božanstev v hindujskem panteonu - Brahma, Višnu, Mahešvara (Gospodar Šiva). Budine podobe redkokdaj nosijo nakit, kot so ogrlice, veliki uhani in krona. Trdili so, da so obrazi, razporejeni v štirih smereh, podobni obrazom Brahme. Ni treba, da se obe hipotezi obravnavata kot da se medsebojno izključujeta. Angkorski učenjak George Coedès je teoretiziral, da je Džajavarman VII. popolnoma sledil tradiciji kmerskih monarhov, ko je o sebi razmišljal kot o "devaraji" (božjem kralju), pri čemer je bistvena razlika v tem, da so bili njegovi predhodniki hindujci in so se imeli za enotne z Brahmo in njegov simbol chatur Mukh (štiriobrazni), Džajavarman VII. je bil budist.

### Spremembe po smrti Jayavarmana VII.
Od časa Džajavarmana VII. je bil Bayon podvržen številnim budističnim dodatkom in spremembam v rokah naslednjih monarhov. Med vladavino Džajavarmana VIII. sredi 13. stoletja se je Kmerski imperij vrnil k hinduizmu in njegov državni tempelj je bil ustrezno spremenjen. V poznejših stoletjih je teravadski budizem postal prevladujoča religija, kar je vodilo do nadaljnjih sprememb, preden je bil tempelj sčasoma prepuščen džungli. Trenutne značilnosti, ki niso bile del prvotnega načrta, so terasa vzhodno od templja, knjižnice, kvadratne vogalne notranje galerije in deli zgornje terase.

### Sodobna obnova
V prvi polovici 20. stoletja je École Française d'Extrême Orient prevzela vodstvo pri ohranjanju templja in ga obnovila v skladu s tehniko anastiloze. Od leta 1995 je japonska vladna ekipa za zaščito Angkorja (JSA) glavno telo konservatorja in prireja letne simpozije.

## Najdišče
Tempelj je usmerjen proti vzhodu, zato so njegove stavbe postavljene proti zahodu znotraj ograjenih prostorov, podolgovatih vzdolž osi vzhod-zahod. Ker tempelj stoji točno v središču Angkor Thoma, vodijo ceste do njega neposredno od vrat na vsaki kardinalni točki mesta. Sam tempelj nima obzidja ali jarkov, ki so nadomeščeni s tistimi v samem mestu: ureditev mesta in templja s površino 9 kvadratnih kilometrov je veliko večja od tiste v Angkor Vatu na jugu (2 km²). Znotraj samega templja sta dve galerijski ogradi (tretja in druga ograda) in zgornja terasa (prva ograda). Vsi ti elementi so stisnjeni drug proti drugemu z malo prostora med njimi. Za razliko od Angkor Vata, ki navdušuje z velikim obsegom svoje arhitekture in odprtimi prostori, Bayon »daje vtis stisnjenega v okvir, ki je zanj pretesen«.

### Zunanja galerija: zgodovinski dogodki in vsakdanje življenje
Zunanja stena zunanje galerije ima vrsto nizkih reliefov, ki prikazujejo zgodovinske dogodke in prizore iz vsakdanjega življenja angkorskih Kmerov. Čeprav so sami po sebi zelo podrobni in informativni, reliefov ne spremlja nikakršno epigrafsko besedilo, zato ostaja precejšnja negotovost glede tega, kateri zgodovinski dogodki so prikazani in kako so različni reliefi povezani, če sploh. Od vzhodne gopure v smeri urinega kazalca so subjekti:
- v južnem delu vzhodne galerije korakajoča kmerska vojska (vključno z nekaterimi kitajskimi vojaki),[12] z glasbeniki, konjeniki in častniki na slonih, ki jim sledijo vozovi z živili;
- še vedno v vzhodni galeriji, na drugi strani vrat, ki vodijo na dvorišče, še ena procesija, ki ji sledijo domači prizori, ki prikazujejo angkorske hiše, med katerimi se zdi, da so nekateri stanovalci kitajski trgovci;
- v jugovzhodnem vogalnem paviljonu nedokončana tempeljska scena s stolpi, apsarami (kmersko អប្សរា) in lingamom (kmersko លិង្គសិវៈ);

- v vzhodnem delu južne galerije pomorska bitka na Tonlé Sapu (kmersko: ទន្លេសាប) med kmerskimi in čamskimi silami,[13][14] pod katero je več prizorov iz civilnega življenja, ki prikazujejo tržnico na prostem, kuhanje, lovce in ženske, ki skrbijo za otroke in invalide;
- še na južni galeriji, mimo vrat, ki vodijo na dvorišče, prizor s čolni in ribičem, vključno s kitajsko džunko, pod katerim je upodobitev petelinjega boja; nato nekaj palačnih prizorov s princesami, služabniki, ljudmi, ki se pogovarjajo in igrajo, rokoborci in boj z divjimi prašiči; nato prizor bitke s chamskimi bojevniki, ki se izkrcajo iz čolnov in spopadejo s kmerskimi bojevniki, katerih telesa so zaščitena z navitimi vrvmi, čemur sledi prizor, v katerem Kmeri prevladujejo v bitki, ki mu sledi prizor, v katerem kmerski kralj s svojimi podložniki praznuje zmagoslavje ;
- v zahodnem delu južne galerije vojaška procesija, ki vključuje tako Kmere kot Chame, slone, bojne stroje, kot sta velik samostrel in katapult;
- v južnem delu zahodne galerije nedokončani reliefi prikazujejo vojsko, ki koraka skozi gozd, nato spore in spopade med skupinami Kmerov;[15]
- v zahodni galeriji, mimo vrat na dvorišče, prizor, ki prikazuje spopad med kmerskimi bojevniki, nato prizor, v katerem bojevniki zasledujejo druge mimo bazena, v katerem ogromna riba pogoltne majhnega jelena;[16]  nato kraljeva procesija , s kraljem, ki stoji na slonu, pred njim pa skrinja svetega plamena;
- v zahodnem delu severne galerije, spet nedokončano, prizorišče kraljeve zabave, vključno s športniki, žonglerji in akrobati, procesijo živali, asketi, ki sedijo v gozdu, in več bitk med kmerskimi in chamskimi silami;
- v severni galeriji, mimo vrat na dvorišče, prizor, v katerem Kmeri bežijo pred chamskimi vojaki, ki napredujejo v strnjenih vrstah;
- v severovzhodnem vogalnem paviljonu še ena korakajoča kmerska vojska;
- v vzhodni galeriji kopenska bitka med kmerskimi in chamskimi silami, ki jih podpirajo sloni: zdi se, da Kmeri zmagujejo.

Zunanja galerija zapira dvorišče, v katerem sta dve knjižnici (ena na obeh straneh vzhodnega vhoda). Prvotno je dvorišče vsebovalo 16 kapel, vendar jih je pozneje porušil hindujski obnovitelj Džajavarman VIII.

### Notranja galerija: upodobitve mitoloških dogodkov
Notranja galerija je dvignjena nad nivojem tal in ima podvojene vogale, pri čemer je prvotna rentgenska oblika križa pozneje kvadratno zapolnjena. Njeni nizki reliefi, kasnejši dodatki Džajavarmana VIII., so v močnem nasprotju z zunanjimi: manjša platna, ki jih ponuja notranja galerija, so večinoma okrašena s prizori iz hindujske mitologije. Nekatere od upodobljenih figur so Šiva, Višnu in Brahma, člani trimurtija ali trojnega božanstva hinduizma, apsare ali nebesni plesalci, Ravana in Garuda. Vendar ni gotovosti o tem, kaj prikazujejo nekatere plošče, ali o njihovem medsebojnem odnosu. Ena galerija severno od vzhodne gopure na primer, prikazuje dva povezana prizora, ki sta bila razložena kot osvoboditev boginje iz notranjosti gore ali kot dejanje ikonoklazma s strani osvajalcev Chamov. Druga serija plošč prikazuje kralja, ki se z golimi rokami bori z velikansko kačo, nato mu roke pregledajo ženske in nazadnje bolan leži v postelji; te podobe so bile povezane z legendo o gobavem kralju, ki je dobil gobavost zaradi strupa kače, s katero se je bojeval. Manj nejasne so upodobitve gradnje višnuitskega templja (južno od zahodne gopurame) in penjenja mlečnega morja (severno od zahodne gopure).

### Zgornja terasa: 200 obrazov Lokešvare
Notranjo galerijo skorajda zapolnjuje zgornja terasa, spet dvignjena za nivo višje. Zaradi pomanjkanja prostora med notranjo galerijo in zgornjo teraso so znanstveniki sklepali, da zgornja terasa ni bila vključena v prvotni načrt templja, ampak da je bila dodana kmalu zatem po spremembi zasnove. Domneva se, da je bil Bayon prvotno zasnovan kot eno nivojska struktura, v tem pogledu podobna približno sočasnim temeljem v Ta Prohmu in Banteay Kdei.
Zgornja terasa je dom znamenitih »obraznih stolpov« Bayona, od katerih vsak podpira dva, tri ali (najpogosteje) štiri velikanske nasmejane obraze. Poleg mase osrednjega stolpa so manjši stolpiči vzdolž notranje galerije (na vogalih in vhodih) ter na kapelah na zgornji terasi. »Kamorkoli se človek ozre,« piše Maurice Glaize, »obrazi Lokešvare sledijo in prevladujejo s svojo večplastno prisotnostjo.«
Prizadevanja, da bi številu stolpov in obrazov pripisali nekaj pomena, so naletela na okoliščino, da te figure skozi čas niso ostale nespremenjene, saj so bili stolpi dodani z gradnjo in izgubljeni zaradi propada. Na neki točki je tempelj gostil 49 takih stolpov; zdaj jih je ostalo le še 37. Število obrazov je približno 200, a ker so nekateri le delno ohranjeni, dokončnega števila ni.

### Osrednji stolp in svetišče
Tako kot notranja galerija je bil tudi osrednji stolp prvotno križno oblikovan, kasneje pa je bil zapolnjen in okrogel. Dviga se 43 metrov nad tlemi. V času ustanovitve templja je bila glavna verska podoba kip Bude, visok 3,6 m, ki je bil v svetišču v središču osrednjega stolpa. Kip je upodabljal Budo, sedečega v meditaciji, zaščitenega pred elementi z razširjeno kapuco kačjega kralja Mucalinde. Med vladavino hindujskega monarha Džajavarmana VIII. (kmersko: ព្រះបាទជ័យវរ្ម័នទី ៨) je bila figura odstranjena iz svetišča in razbita na koščke. Potem ko so ga leta 1933 našli na dnu vodnjaka, so ga sestavili nazaj in je zdaj na ogled v majhnem paviljonu v Angkorju.